# Stor slørugle
Stor slørugle (Tyto novaehollandiae) er en fugleart, der lever på Australien og det sydlige Ny Guinea.